# Geografi

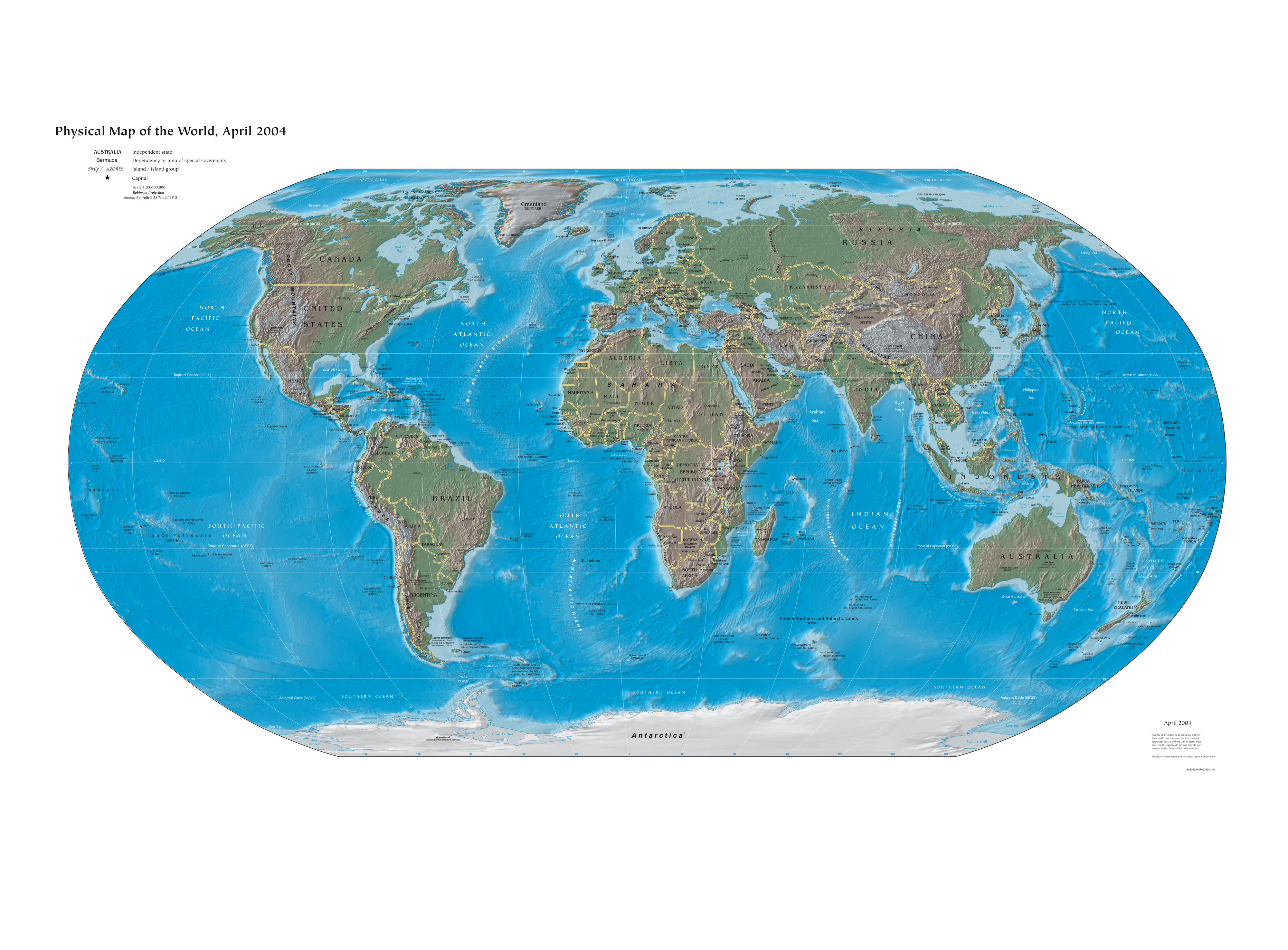
Världskarta

Geografi är den vetenskap som beskriver hur jordytan ser ut, förklarar varför den ser ut som den gör och sätter detta i relation till hur mänsklig aktivitet påverkar och påverkas av jorden. Ordet geografi härleds ur grekiskan, γη (ge) eller γαία (gea), vilket betyder "jord" respektive "jordmån", och γραφειν (grafein), med betydelsen "att skriva" eller "att beskriva".
Geografer söker inte bara svaren på hur jorden är beskaffad, utan de försöker också fastställa varför dessa platser i rummet befinner sig just där och om de hamnade där av naturens försorg eller som ett resultat av mänsklig påverkan.
Det stora begreppet geografi innefattar mycket mer än forskningsgrenen kartografi, vilket ofta felaktigt jämställs med geografi. Vetenskapen geografi kan därför indelas i två undergrenar, naturgeografi och kulturgeografi (ibland även kallat samhällsgeografi). Båda grenarna är tvärvetenskapliga med inslag av till exempel hydrologi, geovetenskap, klimatologi, sociologi och matematik. Moderna geografers viktigaste analysverktyg är Geografiska informationssystem (GIS). GIS används vid rumsliga analyser av olika slag. Naturgeografin har kommit att utnyttja GIS i större omfattning än kulturgeografin. Kulturgeografin var senare att ta till sig GIS, men GIS utnyttjas mer och mer framförallt inom samhällsplanering.

## Geografins historia

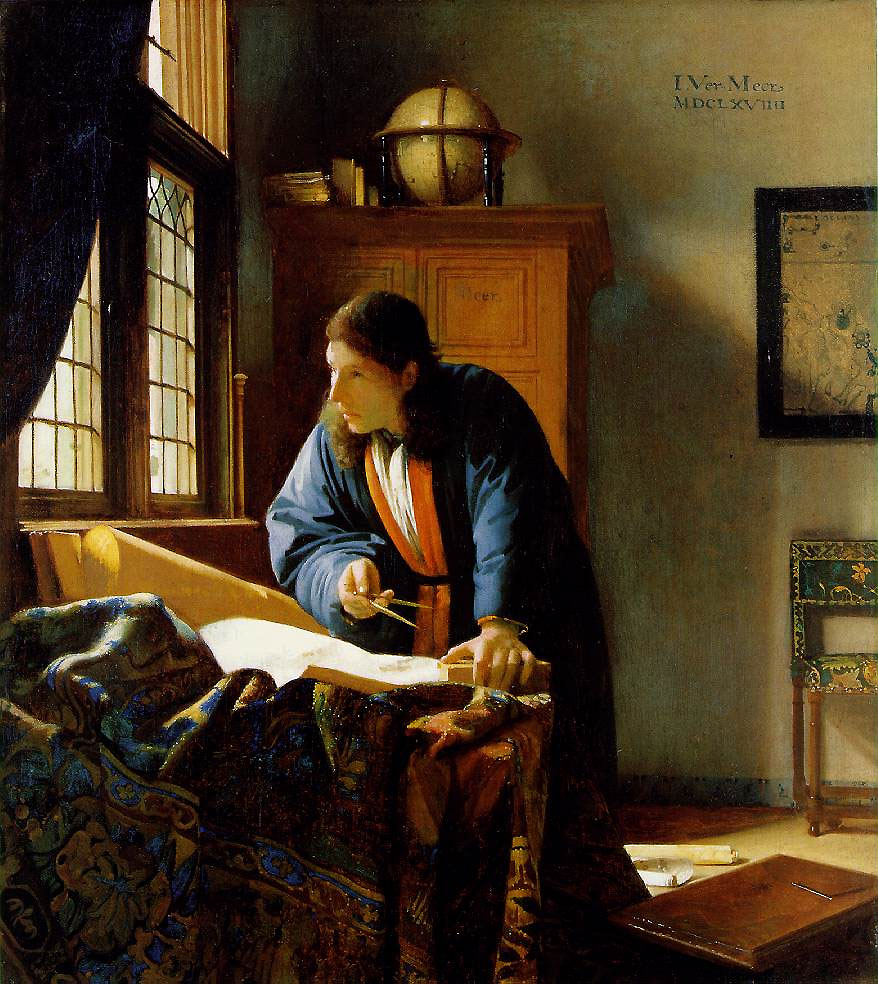
Geografen, målning av Jan Vermeer

Den första kända kulturen att aktivt utveckla geografi som en vetenskap var antikens Grekland. Till exempel berättades om Anaximander från Miletos att han skulle ha varit den förste som omkring 550 f.Kr. ritade en karta över jorden och havet. Herodotos från Halikarnassos (484–424 f.Kr.) skrev ett stort antal geografiska texter. Även Klaudios Ptolemaios (cirka 100 till 175 e.Kr.) samlade topografiska informationer och utgav handledningar i hur kartor bör ritas. Romarna utvecklade sedan avancerade kartografiska tekniker, då de utforskade nya områden. Under medeltiden utvecklade främst araberna Muhammad al-Idrisi, Ibn Battuta, och Ibn Khaldun teknikerna som uppfunnits av grekerna och romarna, och utvecklade även nya egna tekniker. I Europa gick intresset för geografin däremot tillbaka. Vetenskapen hölls vid liv i Kina och Orienten.
Först efter Marco Polos upptäcktsresor ökade geografiintresset i Europa igen. De långa upptäcktsfärderna under 1500- och 1600-talet återupplivade intresset för geografin, och då främst mer detaljerade kartor, och fler teoretiska idéer. Under den så kallade upplysningstiden blev geografi en erkänd vetenskap. Geografin blev en etablerad akademisk disciplin i universiteten runt om i Europa (bland annat i Paris och Berlin). Flera geografiska föreningar bildades under 1800-talet, bland annat den franska Société de Géographie 1821, den brittiska Royal Geographical Society 1830, det ryska geografiska sällskapet 1845 och de amerikanska American Geographical Society 1851 samt National Geographic Society 1888. Flera vetenskapsmän som Immanuel Kant, Alexander von Humboldt, Carl Ritter och Paul Vidal de la Blache var delaktiga i geografins utveckling från filosofisk till akademiskt subjekt.
George Perkins Marsh (1801–1882) påpekade redan 1864 att människans inverkan på Jorden har betydelse för geografin. Élisée Reclus (1830–1905) utvecklade sidogrenen socialgeografi och Albrecht Penck (1859–1945) var betydande för etableringen av geomorfologin. Under 1900-talet skapades flera deldiscipliner som fördelades på två huvudgrenar, naturgeografi och kulturgeografi.
Sedan 1960-talet används geografin allt mer för politiska beslut, till exempel för stads- och landskapsplanering eller för miljöplanering.

## Naturgeografi

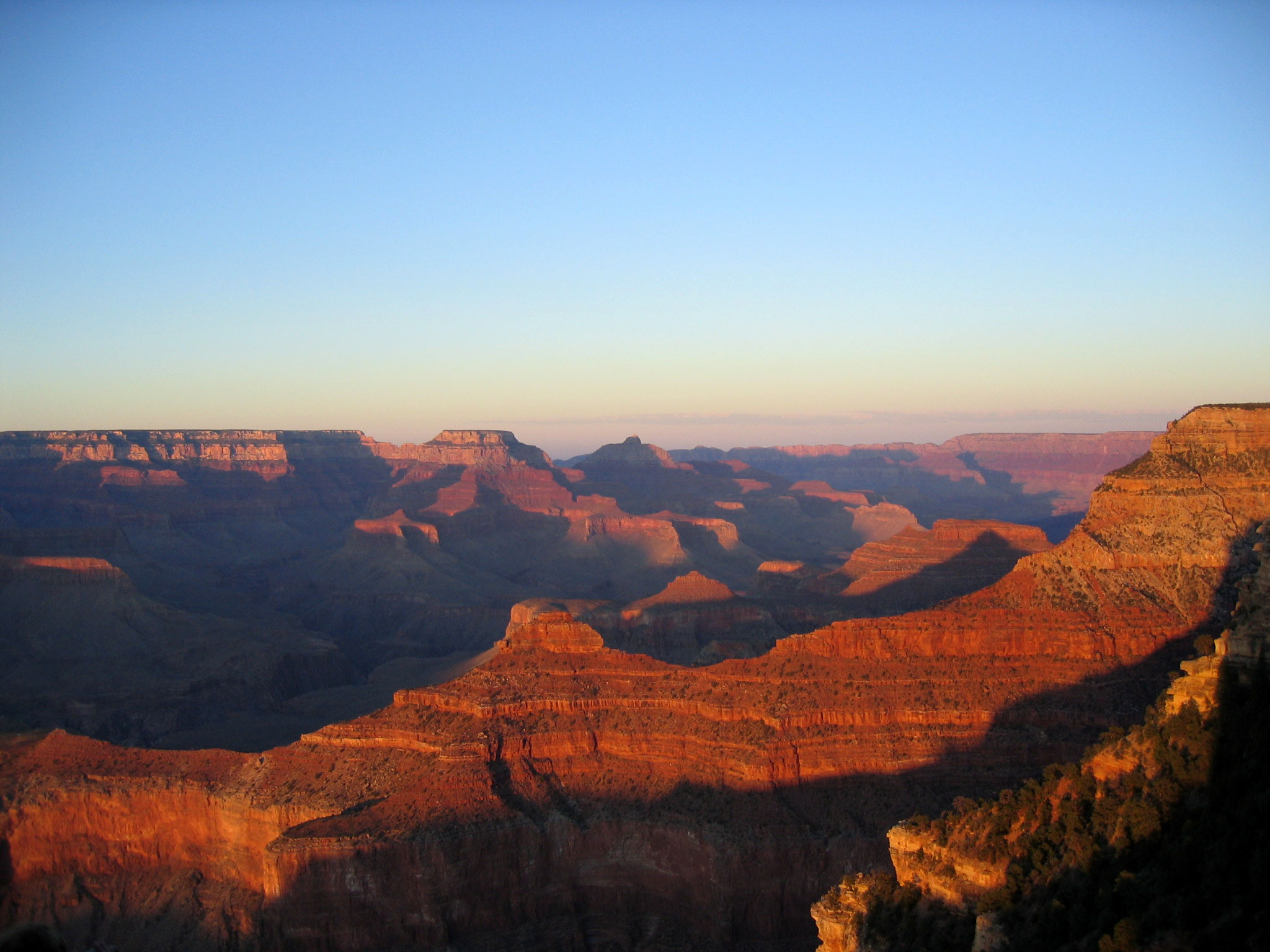
Grand Canyon

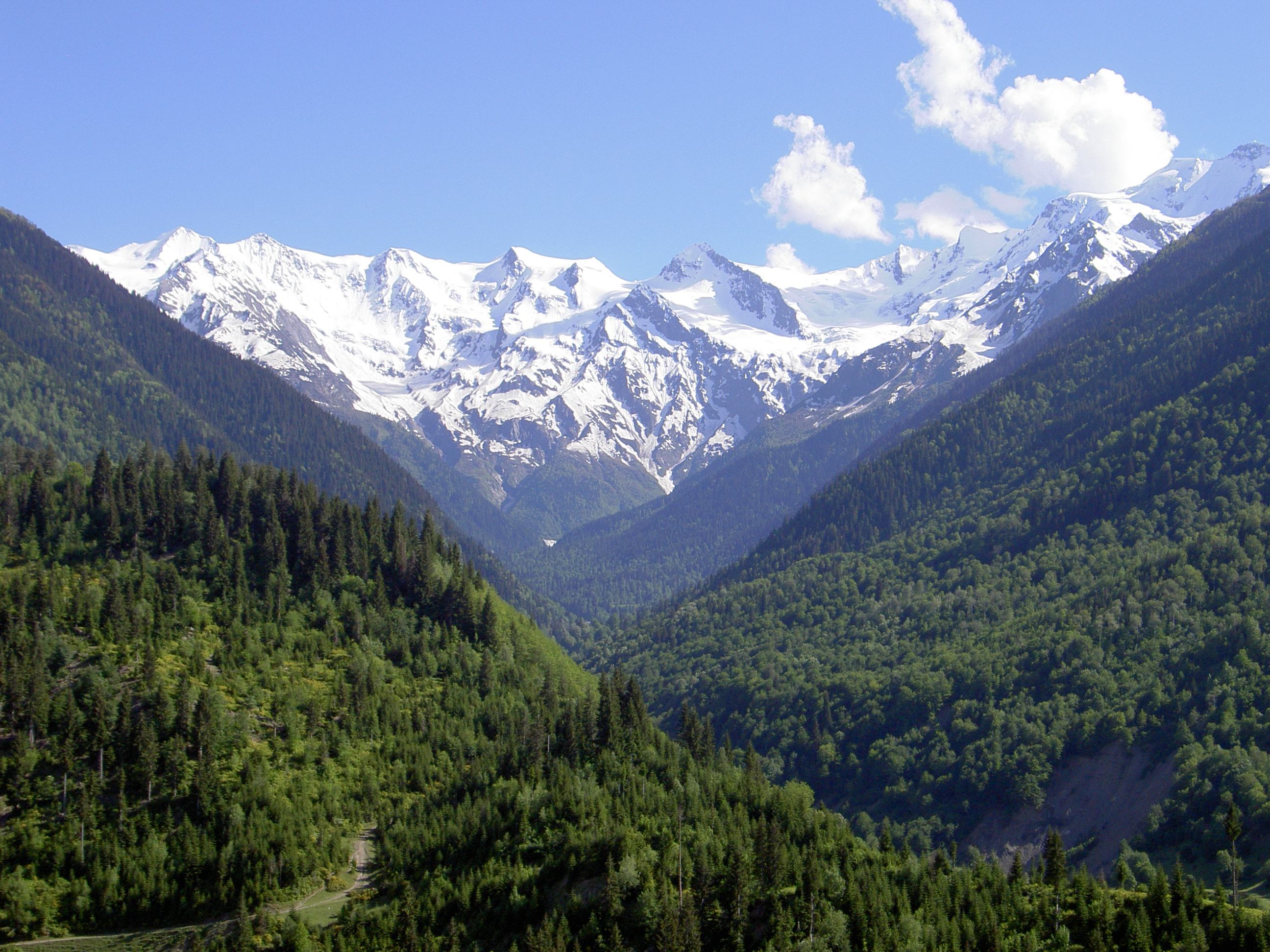
Kaukasus

Inom naturgeografin studeras fysisk geografi som behandlar berggrund, mark, terrängformer, vatten och klimat och biologisk geografi som behandlar organismers geografiska fördelning över jordytan. Se även geovetenskap.

### Fysisk geografi
Fysisk geografi är en sammanfattande benämning på de vetenskaper inom naturgeografin som studerar jorden (berggrund, mark, terrängformer, vatten och klimat), dess miljö och globala förändringar. Den fysiska geografin beskriver vilka processer som styr och hur dessa processer påverkar och formar landskapet.

### Geomorfologi
Huvudartikel: Geomorfologi
I geomorfologi studeras jordytans morfologi och de processer som har skapat dessa, så som vittring, erosion och sluttningsprocesser och sedimentation. Även olika landformer som rullstensåsar och moränryggar studeras. Denna inriktning har utvecklats och tagit intryck från både geologin och geografin.

### Klimatologi
Huvudartikel: Klimatologi
Klimatologi är studiet av klimatet på lokal, regional och global nivå. Detta innefattar allt från studiet av mikroklimatet på till exempel en vägsträcka för att minska väghalka till globala klimatförändringar. En central fråga för dagens klimatforskning är att klarlägga hur stor del av den globala klimatförändring som sker idag orsakas av mänsklig aktivitet.

### Hydrologi
Huvudartikel: Hydrologi
Inom hydrologin studeras förekomst och processer av vattnet på jordens landområden. Den tidigare termen hydrografi används idag enbart för kartläggningen av hav, sjöar och vattendrag. I Sverige studeras de fysikaliska aspekterna av sötvatten inom ämnet hydrologi och de biologiska och kemiska aspekterna inom limnologi. I andra länder är det vanligt att dessa vetenskapsgrenar behandlas tillsammans.

### Oceanografi
Huvudartikel: Oceanografi
Internationellt sett är oceanografi en benämning studiet av havens geologi, biologi, fysik och kemi. I Norden avgränsas ämnet oftare till att bara inbegripa de fysikaliska och kemiska egenskaperna och processerna. Fysisk oceanografi behandlar havets fysikaliska egenskaper och processer som temperatur och havsströmmar. Kemisk oceanografi studerar den kemiska sammansättningen av havet som salthalt och kvävets kretslopp.

### Glaciologi
Huvudartikel: Glaciologi
Inom glaciologi studeras glaciärer och inlandsisar samt egenskaper hos snö och is, historia och omfattning av tidigare nedisningar.

### Biogeografi
Huvudartikel: Biogeografi
I biogeografin studeras organismers geografiska fördelning över jorden. Faktorer som påverkar utbredningen kan till exempel vara naturkatastrofer, kontinenternas förflyttningar, fysiska barriärer, havsnivåförändringar, förändringar i klimat-, vegetations- och terrängförhållanden. Andra faktorer är organismernas förmåga att anpassa sig till rådande miljöförhållanden.

## Kulturgeografi
Kulturgeografi (även benämnt samhällsgeografi) handlar om att systematiskt studera samspelet mellan människan och jordytan. Speciellt fokuserar man på att undersöka orsakerna och konsekvenserna av mänskliga aktiviteter ur sociala, kulturella, politiska och ekonomiska perspektiv. Samhällsgeografin behandlar inte så mycket de rent fysiska aspekterna på jordens beskaffenhet, men det är omöjligt att diskutera kulturgeografi utan att ta hänsyn till den fysiska miljön där de mänskliga aktiviteterna utspelar sig.
- Ekonomisk geografi
- Demografi
- Utvecklingsgeografi
- Social geografi
- Politisk geografi
- Militärgeografi
- Medicinsk geografi
- Historisk geografi
- Kulturens geografi

## Paleogeografi
Inom paleogeografin studerar man hur jorden har sett ut under olika geologiska perioder, främst kontinenternas läge under olika tidsperioder i jordens historia. Ordet kommer från geografi med prefixet paleo, från grekiska Palaios = gammal.

## Geopolitik
Geopolitik är en vetenskaplig disciplin, där politik, historia och sociologi analyseras med referens till geografi. Begreppet myntades av Rudolf Kjellén, som i sin tur inspirerats av den tyske geografen Friedrich Ratzel och hans bok "Politische Geographie" (1897). Begreppet geopolitik gjordes känt på engelska språket av den amerikanske diplomaten Robert Strausz-Hupé. Den franska geopolitiska skolans fader är Vidal de la Blache (1845–1918).